# Coris roseoviridis
Coris roseoviridis är en fiskart som beskrevs av Randall, 1999. Coris roseoviridis ingår i släktet Coris och familjen läppfiskar. IUCN kategoriserar arten globalt som livskraftig. Inga underarter finns listade i Catalogue of Life.